# Autorretrato do Escritor enquanto Corredor de Fundo
Auto-Retrato do Escritor Enquanto Corredor de FundoPortugal ou Do Que eu Falo Quando eu Falo de CorridaBrasil (em língua japonesa 走ることについて語るときに僕の語ること, Hashiru koto ni tsuite kataru toki ni boku no kataru koto) é um livro de memórias do escritor japonês Haruki Murakami no qual escreve acerca do seu interesse e envolvimento em corridas de longa distância.